# Fred Norcross
Fred Stephenson „Norky” Norcross Jr. (Menominee, Michigan, 1884. július 14. – Ann Arbor, Michigan, 1965. április 4.) amerikai amerikaifutball-játékos és -edző, bányamérnök. 1906 és 1908 között az Oregon Agricultural Aggies vezetőedzője volt, majd negyven éven át az USA-ban és Közép-Amerikában a bányaiparban dolgozott.

## Fiatalkora
Édesapja, Fred S. Norcross Sr. és édesanyja, Addie Maria Knowles Maine-ből származnak. 1900-ban szüleivel és nagyapjával élt; a nagyapját tőkésként, édesapját társkincstárnokként tartották nyilván.

## Játékosként
A Michigani Egyetemen 1906-ban csoportelnök volt, emellett futott és 1903-tól 1905-ig amerikai futballozott. 1905-ben csapatkapitány volt. Alapdiplomáját a Michigani Egyetemen, mesterdiplomáját a Michigani Bányaintézetben szerezte.

## Edzőként
1906 áprilisában az Oregon Agricultural Aggies edzőt keresett; nyár végén a harmadik jelöltre, Norcrossra esett a választásuk. Az 1907-es volt a legjobb szezonjuk, amikor eredményük 6–0 volt és 137 pontot szereztek.

## A bányaiparban és katonaként
1909 májusában Washington államban dolgozott bányafelügyelőként. 1912 áprilisa és 1917 decembere között Brit Columbiában élt; ekkoriban Brit Columbia-i, mexikói és új-mexikói bányákban dolgozott. 1917 és 1919 között őrnagyként szolgált. A Goodrich Lockhart Company bányafelmérőjeként 1921 májusában útlevelet igényelt, hogy Nicaraguába és Panamába utazhasson.
Az 1930-as népszámláláskor New York államban élt, 1939-ben pedig Kubában dolgozott bányafelügyelőként. 1948-ban a Freeport Sulphur Co. alelnöke lett. 1956 körül vonult nyugdíjba.

## Családja, halála és emlékezete
1923. november 6-án feleségül vette Elizabeth Evans Jackmant; két fiuk (Fred és Robert) született, emellett feleségének előző házasságából született egy lánya (Margaret). 1965. április 4-én hunyt el az Ann Arbor-i University Hospitalben, sírhelye Menominee-ben van.
1972-ben az Upper Peninsula Sports Hall of Fame tagja lett.

## Eredményei vezetőedzőként
| Év                                     | Eredmény                               |
| Oregon Agricultural Aggies (Független) | Oregon Agricultural Aggies (Független) |
| -------------------------------------- | -------------------------------------- |
| 1906                                   | 4–1–2                                  |
| 1907                                   | 6–0                                    |
| 1908                                   | 4–3–1                                  |
| Összesen:                              | 14–4–3                                 |

## Fordítás
- Ez a szócikk részben vagy egészben  a   Fred Norcross című angol Wikipédia-szócikk ezen változatának fordításán alapul.  Az eredeti cikk szerkesztőit annak laptörténete sorolja fel. Ez a jelzés csupán a megfogalmazás eredetét és a szerzői jogokat jelzi, nem szolgál a cikkben szereplő információk forrásmegjelöléseként.